# Atletisme als Jocs Olímpics d'estiu de 1908 - llançament de pes masculí

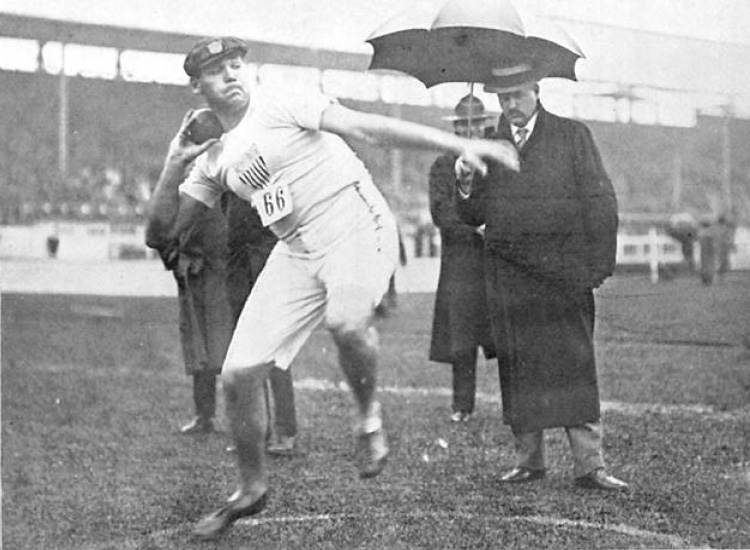
Ralph Rose, vencedor d'aquesta competició

Els llançament de pes masculí va ser una de les sis proves de llançaments que es disputaren durant els Jocs Olímpics de Londres de 1908. La prova es va disputar el 16 de juliol de 1908 amb la participació de 25 atletes procedents de vuit nacions diferents.

## Medallistes
| Or               | Plata              | Bronze             |
| Ralph Rose (USA) | Denis Horgan (GBR) | John Garrels (USA) |

## Rècords
Aquests eren els rècords del món i olímpic que hi havia abans de la celebració dels Jocs Olímpics de 1908.
| Rècord del Món | 15,12 m (*) | Ralph Rose | Mont-real (CAN)   | 21 de setembre de 1907 |
| Rècord Olímpic | 14,81 m     | Ralph Rose | Saint Louis (USA) | 31 d'agost de 1904     |

(*) No oficial

## Resultats
| Posició | Nom                 | País         | Distància    |
| ------- | ------------------- | ------------ | ------------ |
| 1       | Ralph Rose          | Estats Units | 14.21 metres |
| 2       | Denis Horgan        | Regne Unit   | 13.62 metres |
| 3       | John Garrels        | Estats Units | 13.18 metres |
| 4       | Wesley Coe          | Estats Units | 13.07 metres |
| 5       | Edward Barrett      | Regne Unit   | 12.89 metres |
| 6       | Bill Horr           | Estats Units | 12.83 metres |
| 7       | Jalmari Sauli       | Finlàndia    | 12.58 metres |
| 8       | Lee Talbott         | Estats Units | 11.63 metres |
| 9-25    | John Barrett        | Regne Unit   | desconegut   |
| 9-25    | Wilbur Burroughs    | Estats Units | desconegut   |
| 9-25    | Michalis Dorizas    | Grècia       | desconegut   |
| 9-25    | Nikolaos Georgantas | Grècia       | desconegut   |
| 9-25    | Juho Halme          | Finlàndia    | desconegut   |
| 9-25    | Arne Halse          | Noruega      | desconegut   |
| 9-25    | István Mudin        | Hongria      | desconegut   |
| 9-25    | Verner Järvinen     | Finlàndia    | desconegut   |
| 9-25    | Charles Lagarde     | França       | desconegut   |
| 9-25    | Henry Alan Leeke    | Regne Unit   | desconegut   |
| 9-25    | Mór Kóczán          | Hongria      | desconegut   |
| 9-25    | Tom Nicolson        | Regne Unit   | desconegut   |
| 9-25    | Elmer Niklander     | Finlàndia    | desconegut   |
| 9-25    | Martin Sheridan     | Estats Units | desconegut   |
| 9-25    | André Tison         | França       | desconegut   |
| 9-25    | Hugo Wieslander     | Suècia       | desconegut   |
| 9-25    | Bruno Zilliacus     | Finlàndia    | desconegut   |